# Allorhogas desantisi
Allorhogas desantisi är en stekelart som först beskrevs av Monetti 1980.  Allorhogas desantisi ingår i släktet Allorhogas och familjen bracksteklar. Inga underarter finns listade i Catalogue of Life.